# 超人学園ゴウカイザー
『超人学園ゴウカイザー』（ちょうじんがくえんゴウカイザー、英題：Voltage Fighter Gowcaizer）は、1995年にネオジオ用として発売されたテクノスジャパン制作の対戦型格闘ゲームであり、のちにアニメ化もされた。
アニメの名前は『超人学園ゴウカイザー THE VOLTAGE FIGHTERS』である。

## 概要
SNKの対戦型格闘ゲーム『餓狼伝説』のアニメ版『バトルファイターズ 餓狼伝説』を手がけたアニメーターの大張正己がキャラクターデザインを担当。また実質的には、ゲームデザイン担当の浅井健吾と共に、原作も担当している。新声社のアーケードゲーム専門誌『ゲーメスト』やメディアワークスのネオジオ専門誌『電撃ネオジオ』の誌面では大きく扱われた。
基本操作は、強弱に分けられたパンチとキックの4ボタンで攻撃する。各キャラクターには特徴的な必殺技と、残りの体力が少なくなったときに出せる攻撃力の高い超必殺技がある。ゲーム画面は互いの距離によってズームイン・スームアウトが加えられている。。倒したキャラの必殺技をコピーし使う事が出来るトレース必殺技システムを搭載する。
メディアミックス展開も模索され、『ゲーメスト』の関連漫画雑誌『コミックゲーメスト』では、ゲームのエンディングビジュアルも一部手がけた池上竜也による漫画版も展開されたものの、打ち切りとなっている。また、『電撃ネオジオ』にはことぶきつかさによる予告編的な特別版コミックも掲載され、これは後に本作を特集した『電撃ムック』に再掲載された。しかし、効果的な相互作用を及ぼさないままアーケード版およびネオジオやネオジオCDでの展開を終えた。
大張はゲーム版について、「自分や反田誠二、中澤一登といったアニメーターがキャラクターのパターンまで描いているのだから、カプコンの『ヴァンパイア』シリーズのようなアニメ的なビジュアルを」とテクノスジャパンに提案していたが、同社では従来のドット絵手法でキャラクターを描く方針を採ったこともあり、「ビジュアル面で満足いかないところがあった」と語っている。テクノスジャパンの倒産後、ゲーム版に必ずしも納得がいっていなかったという大張の意を汲む形でアニメ化が決定。テクノスジャパンから版権を引き継いだアーバンプラントがPlayStationへの移植を決めたこともあり、「プロジェクトG」なるメディアミックス展開が行われることとなった。
アニメ版のタイトルは『超人学園ゴウカイザー THE VOLTAGE FIGHTERS』。広告代理店にはアニラジ番組に強いビックウエストが決まり、ヒロイン役を演じる櫻井智がパーソナリティーを務めるアニラジ番組でラジオドラマもアニメに先行して発表された。アニメーション制作はJ.C.STAFFが担当。タキコーポレーションからOVAとしてVHSで全3巻がリリースされ、先述のラジオドラマを収録したCDやアニメ版のサウンドトラックはエアーズからの発売となった。また、徳間書店の漫画雑誌『少年キャプテン』では村正帝によるアニメ版をベースとしたコミック版も連載された。
アニメ版は大張が当時率いていたスタジオG-1を中心に、大張の人脈が最大限に活かされた作画陣が集結。キャラクターデザインもアニメ用に改めて見直され、ゲームとは一味異なるイメージとなったキャラクターも多い。
アニメ版を中心としたメディアミックス展開は、大張の人気が非常に高い時期だったことやアニラジ番組でのサウンドドラマ放送からOVAのリリースにつながる形が取られたことからまずまずの結果を残した。後にOVAは海外でもリリースされ、北米ビルボードチャートでも上位に食い込んだとのこと。ただし、PlayStation版の発売はOVA最終巻発売から半年後となるなど、ゲームとの連動はまたも効果を及ぼさずに終わっている。

## 対応機種
- 1995年9月：アーケードゲーム版
- 1995年10月20日：ネオジオ版
- 1995年11月24日：ネオジオCD版
- 1997年7月17日：PlayStation版（アーバンプラントより発売）
- 2011年9月14日：ゲームアーカイブス版（ハムスターより配信）

## ストーリー
西暦1999年、関東を襲った巨大地震の反省から、首都機能は東京湾に作られた人工島へと移管される。
人工島に設立されたエリート養成のための学園「国立ベルナール学園」に新たな学園長が赴任して以来、コンピュータで厳格に管理され本来起きるはずのない凶悪な事件が起き始め、人々は学園長に悪の影を感じていた。
西暦2017年、ベルナール学園に熱い闘気を纏う男「凱座勇人」が転校してきたことから物語は始まる。

## 登場キャラクター
モンスターにはしたくないが、道着の格闘家が理由無く炎を使えるような不自然なキャラクターにはしたくないというこだわりから変身ヒーローという発想となり、輪郭だけでも誰なのかわかる特徴あるデザインと美形にすることを意識してキャラクター設定とデザインが行われた。

### プレイヤーキャラクター
ゴウカイザー（凱座勇人）
- 声：檜山修之

主人公。凱座勇人は全日本異種格闘技トーナメントに優勝する程の高い格闘能力を誇り、カイザーストーンの力によりソウルギアを纏いバーニングヒーロー「ゴウカイザー」へと変身する。
ベルナール学園長が邪悪な存在であると認知した人物が学園長の力の欠片「カイザーストーン」を奪取し学園から逃亡するが学園長の協力者であるヘルスティンガーの手にかかってしまう。その場面に偶然居合わせてしまった勇人はカイザーストーンの力で初めての変身を遂げるが、ヘルスティンガーに敗れ、ヘルスティンガーを追ってベルナール学園へ。
かりん（孫華鈴）
- 声：櫻井智

133代目斉天大聖。その事実を告げられたばかりであり斉天大聖としての意識は低い。ベルナール学園の校長が悪人だといううわさを聞きつけ、斉天大聖として懲らしめようとベルナール学園に編入し、そこでゴウカイザーの活躍を見て憧れの存在となった。ゴウカイザーの正体が勇人である事には気づいていない。
小説版の主人公であり、沙悟浄の血を引く少女、猪悟能の血を引く少女と共に戦う物語であるが2話目で連載打ち切りとなっている。
キャプテン・アトランティス（ランディ・リッグス）
- 声：石川英郎

ベルナール学園考古学研究部に籍を置くアメリカからの留学生のリッグスは特殊校外活動にて奇妙な仮面を発見する。
仮面を見つけて以来夜になると彼の記憶は途絶える。仮面がリッグスの肉体を奪い暴力を嫌う正義のヒーロー「キャプテン・アトランティス」として活躍している。リッグスはニュースでその怪人の存在は認知しているが自身がその怪人である事に気づく様子はない。
仮面にリッグスとは別の人格が宿っており、正義の意思を持つ。男色家でありリッグスの身体を使い性行為に及んでいる事が原作者相当の大張より示唆されている。
ヘルスティンガー（カッシュ・ギュースタン）
- 声：緑川光

主人公のライバル。音楽家の家系に生まれ音楽に関して天才的な才能を見せる。何をしても上手くいってしまう事に退屈していたカッシュだが、謎の人物から与えられたカイザーストーンを手にするとその日常は大きく変化した。
カイザーストーンの力でソウルギアを纏い破壊の貴公子「ヘルスティンガー」へと姿を変えた彼は表向きはカイザーストーンを与えてくれたベルナール学園の校長配下として行動するが校長への忠誠心は無い。
不動丸（不動鸞峰）
- 声：置鮎龍太郎

日本国政府に仕えるA級エージェント。ベルナール学園に不穏な動きがあるとの事で古典教師としてベルナール学園に潜入する。仮の姿でしかなかった教職だが日の本の未来を担う若者を育成するこの道も悪くないと目覚めつつある。
菱崎シャイア（シャイア・シュー・シルヴィアーヌ）
- 声：冬馬由美

いわゆる宇宙警察の一員。その任務は未開の地の開発を目的として現地人に知られる事なく、対象惑星の文化レベルなどの調査を主とするが、警察としてその星で問題があれば解決にも乗り出す。
地球での調査とその報告は既に終了しているが、シャイアは地球を気に入り不法滞在を続けている。ベルナール学園に在籍しているのはベルナール学園およびその校長の調査のためではないが、校長が宇宙規模で危険な人物だと判明し宇宙刑事として活動を開始する。
コミック版の主人公だが当該作品は1話で打ち切られている。
マリオン
- 声：幸野善之

最近の学園内で続発する不審な事件に対応するため、ベルナール学園風紀機構が科学部に依頼し製作された警らロボット。同目的で制作されたマリキャノン、マリタンクとは最強のロボの座を巡るライバル関係にある。
紫紅京介
- 声：置鮎龍太郎

大張正己によるとストーリー上の本来の主人公。ネオジオの対戦格闘の主人公は金髪でないといけないという思い込みからゲーム上の主人公としてゴウカイザーを設定したが真の主人公は京介だと語られている。
本作ラスボスの王崎が自分を倒す可能性を持った者として目をつけられ“力”の使い方を直接伝授されている。京介の姉が王崎と付き合っていたため、かつては王崎を義兄として慕っていたが、王崎の手により姉が殺害されたため、姉の仇として王崎の命を狙っている。
バトルマスター神龍（凱座轟一郎）
- 声：屋良有作

凱座勇人の実の父。仏門の家系に生まれたが力に魅せられ破門される。以後、ただただ強さを力を求め、目的を同じくする王崎と共に長い修行の果て、先に大きな力に目覚めた王崎により重傷を負わされる。自らの誇りを取り戻すため王崎へ復讐を遂げる為に更なる修行にはげむ。
OVA版の前日譚となるCDドラマ版では幼い勇人に修行をつけている姿が描かれているが、ゲーム版においては2人の間に面識はない。
ブライダー（立花一輝）
- 声：大張正己

王崎が自分を倒す可能性を持った者として目をつけた者の1人。カイザーストーンを扱う力は無いと判断し改造手術を施した。ただし、京介やカイザーストーンを使う者達と比べると王崎の期待度は低く改造手術も遊びに近い形である。手術後に洗脳される前に一輝は脱走を成功させているが、前述の通り王崎自身が遊びに近い感覚で行った事なので敢えて逃がした形に近い。

### ボスキャラクター
プラトニックツインズ（朝比奈亮、朝比奈鈴）
- 声：石川英郎（亮）、永島由子（鈴）

ベルナール学園の生徒会長と副会長を担う双子の兄妹。実の兄妹であるが相思相愛であり、妹の鈴が不治の死に至る病におかされていたため2人で心中を図ったところを王崎に助けられる。カイザーストーンの力で亮と鈴はつながり１つの肉体となった。以後、王崎に忠誠を誓っている。
普段は普通の人間として分離して生活しているが、お互いの身体に埋め込まれたカイザーストーンを通じてつながっているため、鈴の病が進行する事はない。王崎に仇なす者があれば2人は合身し合体超人プラトニックツインズとして力の限りを振るう。
絶対神王牙（王崎冰）
- 声：速水奨

本作ラスボス。大張が絶対正義の存在として作り上げたキャラクター。その肉体である王崎は元は仏門にあったが力を求め、強くなるためであればと外法に手を出し同志でもあった凱座轟一郎を生贄として「独覚」し、宇宙意思に取り込まれ以後ヒトではなくなる。
宇宙意思と1つになってしまった王崎は宇宙意思が、自分自身が正義の裁きとして地球の破壊を望んでいる事を知る。もはや自分を制御する事も出来ない。ヒトとしての意識が強いその時に自分を倒しうる人材を求めベルナール学園の校長となり、見込みのある生徒を探し求めた。
なお、人としてのファーストネームである「冰」はメディアミックス化に伴い設定されたものでであったが、プレイステーション移植版においてその設定がゲーム版においても採用されている。

### サブキャラクター
ボールボーイ
- 声：幸野善之

シャイアの地球調査任務の為に作られた小型戦闘ロボ。シャイアの命令には絶対服従とプログラミングされている。プレイヤーキャラクターとしてのシャイアはシャイア本人が攻撃する技はごくわずかで、攻撃のほとんどはこのボールボーイが行う。
ブライダー2号（十文字三郎）
- 声：反田誠二

立花が団長を務める応援団の団員であり立花の後輩。立花に改造されブライダー2号としてブライダーの要請に応じて出動する。ゲームにおいてはブライダーの必殺技「ダブルブライダーキック」で登場する。
宮毘羅
京介が使役する式神の1つで狼型。女性人格を有しており京介を慕っている。OVA版において唯一登場する式神だがその姿は人間のものとなっている。
摩虎羅
京介が使役する式神の1つで鴉型。京介に対する態度は中立。
伐折羅
京介が使役する式神の1つで猿型。自分を使役する存在だからこそ京介に対しては厳しく接する。宮毘羅とは文字通りの犬猿の仲で非常に仲が悪い。
マリキャノン
風紀機構に属する警らロボの1体でマリオンのライバル。マリオンのエンディングに登場する。
マリタンク
風紀機構に属する警らロボの1体でマリオンのライバル。マリオンのエンディングに登場する。
ロザリア・ロクサーヌ
シャイアの同僚の宇宙刑事。シャイアのライバルで事あるごとに張り合っている。シャイアのエンディングに登場する。
アルフォンス
ロザリアに付き従う黒いボールボーイのようなロボット。主人達とは違いボールボーイとの仲は良好。
ブルノフ
対戦格闘版ダブルドラゴンに登場するスーパーヘビー級のプロレスラー。キャプテン・アトランティスのエンディングに登場する。

## OVA
タキコーポレーションからVHSビデオとレーザーディスクで発売された。2002年には同社から、3本をまとめたDVD『超人学園ゴウカイザー コンプリートエディション』と、海外でリリースした再編集と新規作画追加版を収録したDVD『超人学園ゴウカイザー インターナショナルバージョン』も発売された。
キャッチコピーは「約束の時はきた…伝説の祝祭が今、始まる!!」。
- Vol.1 - 1996年9月27日発売
- Vol.2 - 1996年11月22日発売
- Vol.3 - 1997年1月31日発売

### キャスト
- 凱座勇人：檜山修之
- 孫華鈴：桜井智
- 王崎泳：速水奨
- カッシュ・ギュースタン：緑川光
- 不動鸞峰：堀秀行
- 紫紅京介：置鮎龍太郎
- 菱崎シャイア：冬馬由美
- 朝比奈亮：石川英郎　※石川はゲーム版で大張が声を演じた立花一輝／ブライダーも演じている。
- 朝比奈鈴：永島由子
- オムニイグジスト：折笠愛
- 宮毘羅：大本眞基子
- エルフィ・エルフマン：桑島法子　※ドラマCD及びDVD『インターナショナルバージョン』のみ登場。
- ランディ・リッグス：石川大介

### スタッフ
- 監督・原案・キャラクターデザイン - 大張正己
- 脚本 - 浅井健吾
- 絵コンテ - 大張正己（1巻、3巻）、中山岳洋（2巻、3巻）
- プロダクションデザイン - 反田誠二
- ベルナール学園制服デザイン - 石田敦子
- 作画監督 - 大張正己、岩倉和憲
- 美術監督 - 加藤浩
- 色彩設定 - 中山久美子
- 撮影監督 - 大瀧勝之
- 編集 - 正木直幸
- 音楽 - 伊藤善之
- 音響監督 - 三間雅文
- プロデューサー - 千葉善紀、平井伸一、川崎とも子
- アニメーション制作 - J.C.STAFF
- 企画・制作 - ビックウエスト
- 製作 - ギャガ・コミュニケーションズ

### 主題歌
エンディングテーマ
「太陽の赤い涙〜New Generation Heroes〜」（第1巻）
作詞 - 田久保真見 / 作曲・編曲 - 須藤賢一 / 歌 - 遠藤正明
「DREAM&REVOLUTION」（第2巻）
作詞 - 田久保真見 / 作曲・編曲 - 須藤賢一&伊藤ヨシユキ / 歌 - 冬馬由美
「愛という名の痛み」（第3巻）
作詞 - 田久保真見 / 作曲 - M-Rie / 編曲 - 村上聖 / 歌 - 櫻井智

## 関連商品

### CDアルバム
- G.S.M.1500シリーズ 超人学園ゴウカイザー/テクノスジャパン - 1995年6月21日発売 PCCB-00176
  - サイトロン・アンド・アート発売、ポニーキャニオン販売。アーケード（MVS）／ネオジオ版のBGMと各キャラクターのボイスなどを収録。トラック1にはゴウカイザーステージのボーカルアレンジ曲を収録（後にネオジオCD版でゴウカイザーステージのBGMとして使用された）。なお、ネオジオCD版のBGMは全てアレンジの上でCDのオーディオトラックに収録している。これを直接出力する形となっているため、ハードウェアの内部音源は使用していない。このためゴウカイザーやブライダーなど、一部のキャラクターのテーマ曲はボーカル入りとなっている。
- 超人学園ゴウカイザー・オリジナルサウンドトラック - 1996年7月21日発売 AYCM-517
- 超人学園ゴウカイザー・サウンドトラック OVA Version - 1997年1月21日発売 AYCM-553
  - 以上2つはエアーズより発売。その他、アニメ版関連としてはラジオドラマ版をまとめたドラマCDもエアーズから発売されている。
  - ゲーム版関連では、メディアワークスから「電撃CD文庫」シリーズでゲーム版設定をベースとしたドラマCD『電撃CD文庫スペシャル 超人学園ゴウカイザー』（1995年10月25日発売 MWCG-0018）、ブロッコリーから独自制作のイメージアルバム『超人学園ゴウカイザー〜ハイブリッドヴォーカルコレクション〜』（1995年7月25日発売 BCR-002）も発売されている。なお、ブロッコリーのイメージアルバムでは大張がブライダーのイメージソングを歌っている。
- 超人学園ゴウカイザー ドラマCD Vol.1 - 1996年5月21日発売 AYCM-510
- 超人学園ゴウカイザー ドラマCD Vol.2 - 1996年6月21日発売 AYCM-513
- 超人学園ゴウカイザー ドラマCD Vol.3 - 1996年7月21日発売 AYCM-516

### 漫画版
超人学園ゴウカイザー
村正帝の作画による、アニメ版をベースとした漫画版。『少年キャプテン』で連載された後、1996年12月に少年キャプテンコミックススペシャルとして単行本化された。全1巻。ISBN 4198301573

### ガイドブック
電撃ムックシリーズ 超人学園ゴウカイザー オフィシャルガイドブック
ゲーム版の公式ガイドブック。1995年8月5日にメディアワークスから発売された。ISBN 4073032321